# يان بوكانان
يان بوكانان (بالإنجليزية: Ian Buchanan)‏ هو فيلسوف أسترالي، ولد في 1969.